# Proxima Centauri b
Proxima Centauri b (også kaldet Proxima b) er en exoplanet der kredser om den røde dværg-stjerne Proxima Centauri, der er den tætteste stjerne på Solen, og det er dermed den tættest kendte exoplanet til Jorden. Den befinder sig omkring 4,2 lysår (1.3 parsec, 40 billion km) fra jorden i stjernebilledet Kentauren. Planeten blev fundet ved hjælp af Dopplerspektroskopi, hvor periodiske Dopplerbevægelser af spektrallinjer fra moderstjernen indikerer, at et himmellegeme er i omløb omkring den.
I august 2016 annoncerede European Southern Observatory opdagelsen af Proxima b, en klippeplanet der kredser om dens stjerne i den beboelige zone. Planeten befinder sig omkring 0,05 AU (ca. 7.000.000 km) fra Proxima Centauri, med en omløbstid på omtrent 11,2 jorddøgn. Gennemsnitstemperaturen på Proxima Centauri b er blevet estimeret i et område, hvor vand kan eksistere i flydende form på overfladen, og hvilket er med til at placere den i det beboelige område fra Proxima Centauri. I 2016 undersøgte videnskabsfolk potentialet for habitat på Proxima b, og kom frem til at exoplaneten er den tættest kendte planet, hvor liv kan opstå uden for vores eget solsystem. Forskerne antager at dens tætte placering på jorden, vil gøre det muligt at udforske planeten med robotter engang i fremtiden.
Senere observationer af Proxima Centauri b har dog vist, at den tætte beliggenhed ved stjernen Proxima Centauri indebærer, at planeten ofte udsættes for kraftige soludbrud, og dermed kan være med til at give kraftig strålig for nogle astronauter, hvis de skulle til planeten en dag - og dermed være hvorfor der ikke er stor sandsynlighed for, at planeten er hjemsted for liv, som vi kender det.